# Tula, Rusia
Tula (rusă Тула) este un oraș în Rusia cu o populație de 472.336 de locuitori (2004). Orașul se află la 165 de km la sud de Moscova, în Regiunea Tula din Rusia centrală. Prin oraș curge râul Upa.

## Economie
Orașul este un centru industrial de prelucrare a fierului și fabricare a armelor. Tula este cunoscut în Rusia pentru producția de acordeoane și samovare. Aici se produce și turtă dulce.

## Demografie
Tula are o populație de 472.300 de locuitori (2004) și este împărțit în 5 raioane: 
- Raionul Privokzalnîi- 65.200 de locuitori
- Raionul Proletarskiy - 159.400 de locuitori
- Raionul Zarechenskiy - 91.400 de locuitori
- Raionul Sovetski- 75.300 de locuitori
- Raionul Țentralnîi- 81.000 de locuitori

La recensământul din 2002 locuiau 481.216 de oameni în oraș, iar în anul 1990 cca. 543.000.

## Personalități
- Gherman Galînin, compozitor
- Aleksandr Kotov, jucător de șah
- Valeri Poleakov, doctor și cosmonaut sovietic
- Serghei Zaliotin, cosmonaut rus
- Marianne von Werefkin, pictor expresionist
- Pavel Graciov, ministrul apărării între anii 1992-1996;
- Nikolai Artiomov (1908 - 2005), fiziolog;
- Andrei Severnîi (1913 - 1987), astronom;
- Algirdas Greimas (1917 - 1992), lingvist lituanian;
- Evgheni Grișin (1931 - 2005), sportiv la patinaj viteză;
- Pavel Sergheev (1931 - 2007), farmacolog;
- Valeri Legasov (1936 - 1988), chimist, academician sovietic.

## Orașe înfrățite[2]
- Albany, New York, SUA
- Banská Bystrica, Slovacia
- Moghilev, Belarus
- Villingen-Schwenningen, Germania

## Imagini

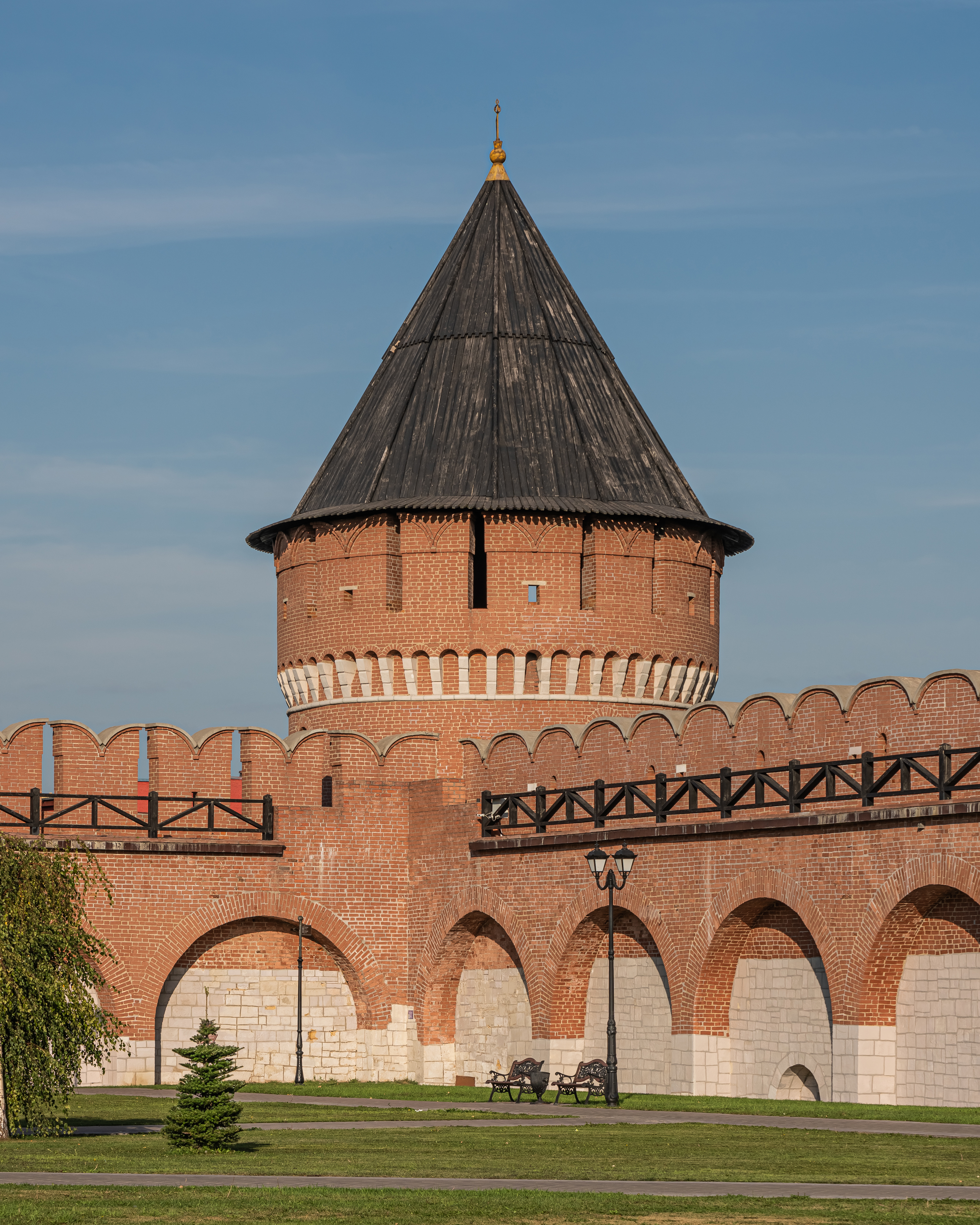
Zidul Tula
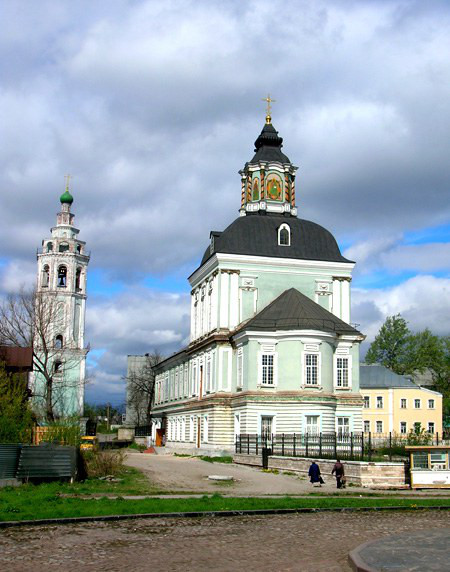
Biserica Demidov
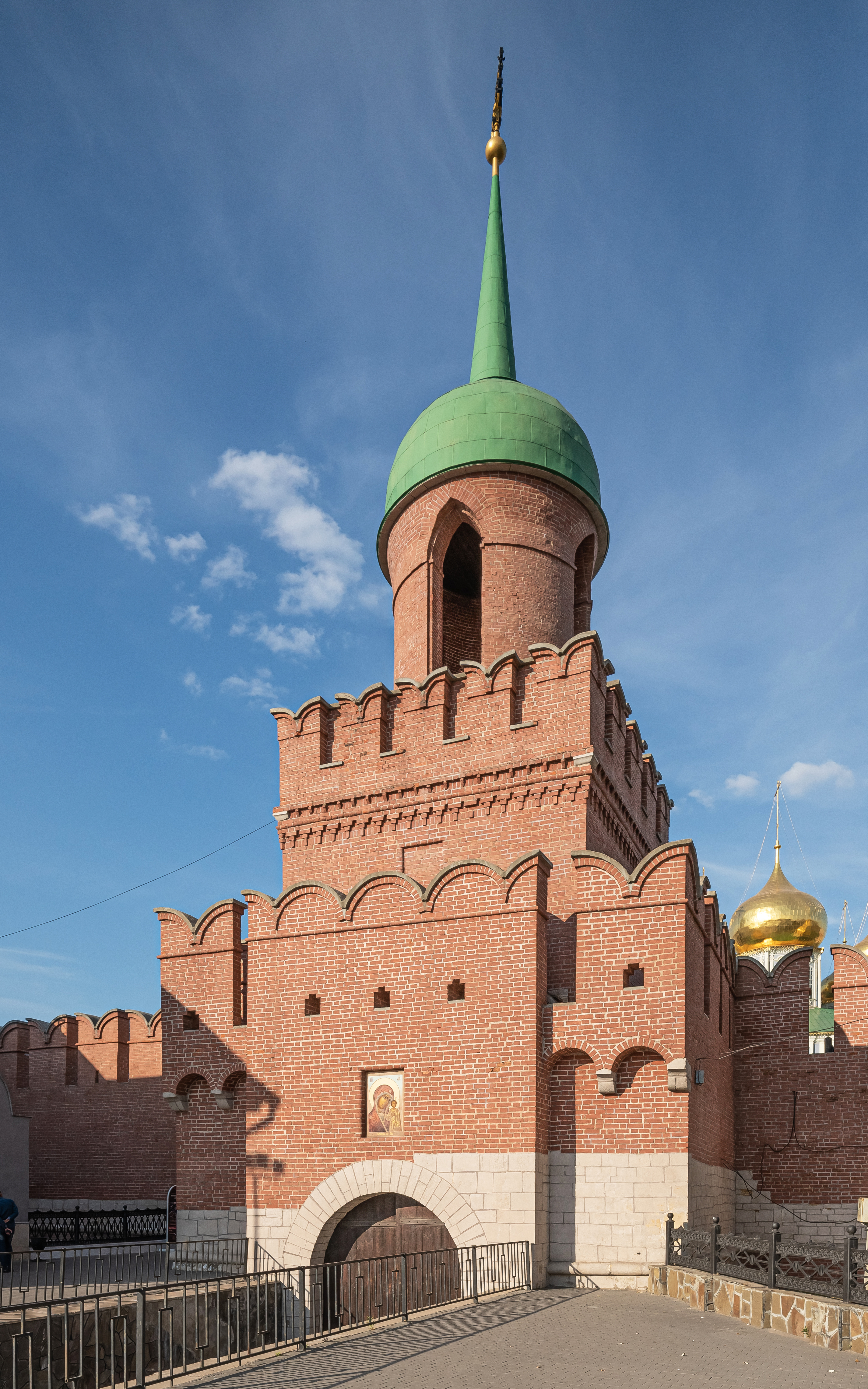
Turnul Kremlin din Tula
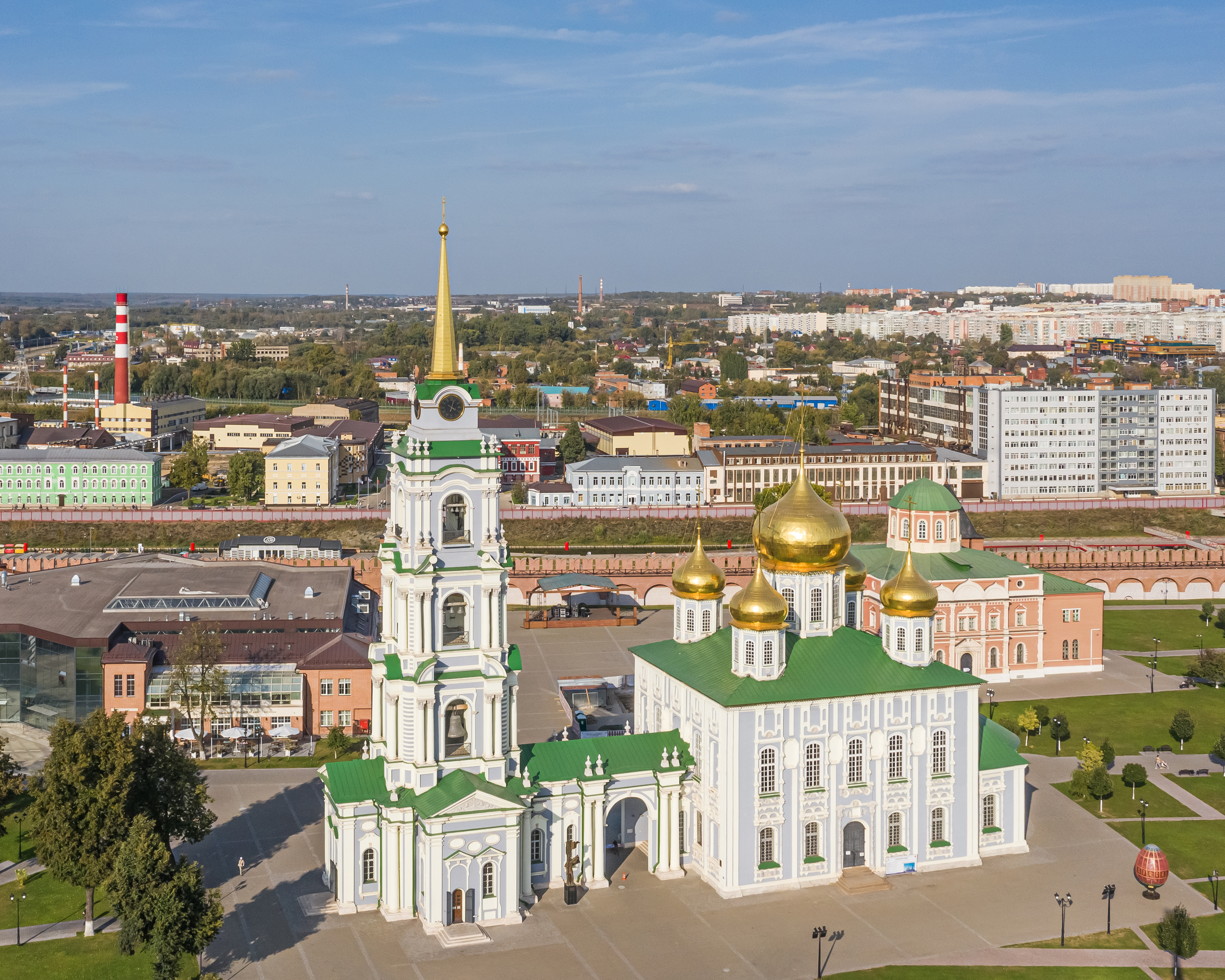
Catedrala din Tula
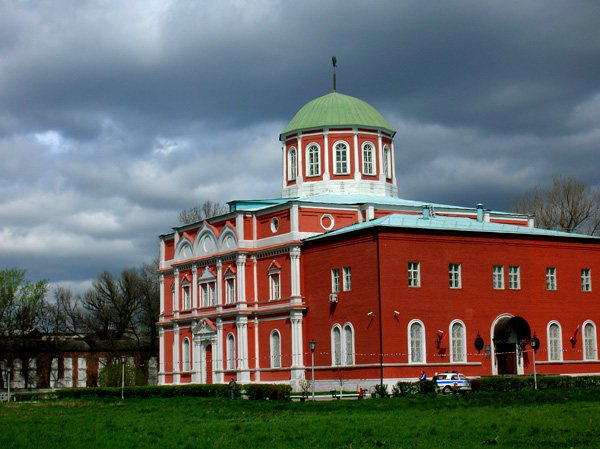
Muzeul de arme din Tula